# Louis de Carné

Louis de Carné

Louis-Joseph Marcelin, comte de Carné, (* 17. Februar 1804 in Quimper; † 11. Februar 1876 bei Quimper) war ein französischer Journalist, Politiker und Historiker.

## Leben
Louis de Carné entstammte einer verarmten Adelsfamilie. Im Alter von 16 Jahren wurde er von einem Großonkel aufgenommen, der es ihm ermöglichte in Paris zu studieren. 1825 begann de Carné, katholisch und Anhänger der Royalisten, eine diplomatische Karriere im Außenministerium. Nach der Julirevolution 1830 schloss er sich der Julimonarchie an und wurde 1833 Generalrat des Départements Finistère und wurde 1839 in die Abgeordnetenkammer gewählt, in der er bis zur Februarrevolution 1848 verblieb. Er schrieb für das Journal des Débats, die Revue des Deux Mondes und für den Correspondant und veröffentlichte Bücher über Politik und Geschichte.
1863 konnte er sich bei der Wahl um den 12. Sessel der Académie française im dritten Wahlgang gegen Émile Littré durchsetzen. Diese Wahl erregte große Aufmerksamkeit und wurde als Staatsstreich betrachtet, da de Carné von Anhängern der Kirche und von Anhängern François Guizots gewählt wurde.

## Werke
- Vues sur l’histoire contemporaine (1833)
- Guiscriff, scènes de la Terreur dans une paroisse bretonne, précédé d’une notice historique sur la chouannerie (1835)
- Des Intérêts nouveaux en Europe depuis la révolution de 1830 (1838)
- Du Gouvernement représentatif en France et en Angleterre (1841)
- Études sur les fondateurs de l’unité nationale en France (1842)
- Études sur l’histoire du gouvernement représentatif en France, de 1789 à 1848 (1855)
- Les Fondateurs de l’unité française: Suger, saint Louis, Duguesclin, Jeanne d’Arc, Louis XI, Henri IV, Richelieu, Mazarin. Études historiques (1856)
- La Monarchie française au dix-huitième siècle, étude historiques sur les règnes de Louis XIV et de Louis XV (1859)
- L’Europe et le second Empire (1865)
- Les États de Bretagne et l’administration de cette province jusqu’en 1789 (1868)
- Souvenirs de ma jeunesse au temps de la Restauration (1872).